# Frank George Carpenter

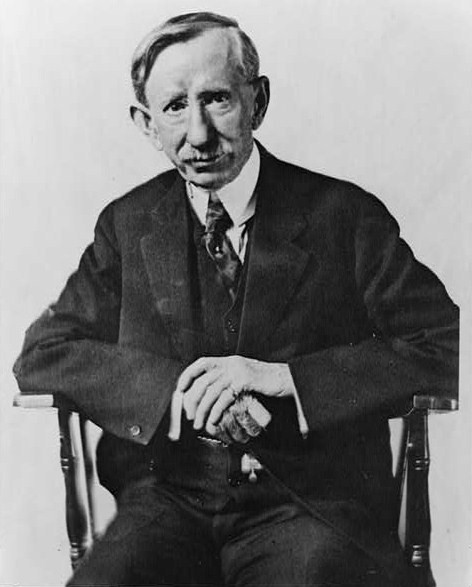
Imagem de Frank Carpenter.

Frank George Carpenter (Mansfield, Ohio, 8 de maio de 1855 – Nanking, China, 18 de junho de 1924) foi um fotógrafo e professor norte-americano.
Frank G. Carpente ganhou notoriedade ao lançar uma série de livros didáticos de geografia denominado de Carpenter's World Travels, muito popular na primeira metade do século XX.
Como fotógrafo, viajou pelo mundo atuando como correspondente de empresas jornalísticas tais como: American Press Association, Cleveland Leader e New York World.
Juntamente com a filha, Frances Carpenter, produziu uma série estimada de 16.800 fotografias e 7.000 negativos em vidro e filme, que organizadas por Frances, compõem parte do acervo da Library of Congress (Biblioteca do Congresso dos E.U.A.).